# Course des chats 2014
La 74e édition de la Course des chats a eu lieu le 16 mars 2014. La course fait partie du calendrier UCI Europe Tour 2014 en catégorie 1.2.

## Présentation

### Équipes
Classée en catégorie 1.2 de l'UCI Europe Tour, la Course des Chats est par conséquent ouverte aux équipes continentales professionnelles belges, aux équipes continentales, aux équipes nationales et aux équipes régionales et de clubs.
26 équipes participent à cette Course des Chats : une équipe continentale professionnelle, dix équipes continentales et quinze équipes régionales et de clubs.
| Équipe continentale professionnelle | Équipe continentale professionnelle | Équipe continentale professionnelle |
| Nom de l'équipe                     | Pays                                | Code                                |
| ----------------------------------- | ----------------------------------- | ----------------------------------- |
| Topsport Vlaanderen-Baloise         | Belgique                            | TSV                                 |

| Équipes continentales                     | Équipes continentales | Équipes continentales |
| Nom de l'équipe                           | Pays                  | Code                  |
| ----------------------------------------- | --------------------- | --------------------- |
| 3M                                        | Belgique              | MMM                   |
| Cibel                                     | Belgique              | CIB                   |
| Color Code-Biowanze                       | Belgique              | CCB                   |
| Etixx                                     | Tchéquie              | ETI                   |
| Josan-To Win                              | Belgique              | JTW                   |
| Roubaix Lille Métropole                   | France                | RLM                   |
| Stölting                                  | Allemagne             | STG                   |
| T.Palm-Pôle Continental Wallon            | Belgique              | PCW                   |
| Vastgoedservice-Golden Palace Continental | Belgique              | VGS                   |
| Veranclassic-Doltcini                     | Belgique              | VER                   |
| Verandas Willems                          | Belgique              | WIL                   |
| Wallonie-Bruxelles                        | Belgique              | WBC                   |

| Équipes de clubs                 | Équipes de clubs | Équipes de clubs |
| Nom de l'équipe                  | Pays             | Code             |
| -------------------------------- | ---------------- | ---------------- |
| Asfra Racing Oudenaarde          | Belgique         | ASF              |
| Baby-Dump                        | Belgique         | BBD              |
| Baguet-MIBA Poorten-Indulek      | Belgique         | BMP              |
| BCV Works-Soenens                | Belgique         | BCV              |
| Belkin-De Jonge Renners          | Pays-Bas         | BEL              |
| Bianchi-Lotto-Nieuwe Hoop Tielen | Belgique         | VZW              |
| Decock-Woningbouw-Vanderkerkhove | Belgique         | DWV              |
| EFC-Omega Pharma-Quick Step      | Belgique         | EFC              |
| KSV Deerlijk-Gaverzicht          | Belgique         | KSV              |
| Lotto-Belisol U23                | Belgique         | LTU              |
| Ottignies-Perwez                 | Belgique         | OTP              |
| Prorace                          | Belgique         | PRO              |
| United                           | Belgique         | UNI              |
| Van Der Vurst Development        | Belgique         | VDV              |
| VL Technics-Abutriek             | Belgique         | VLT              |

### Règlement de la course

#### Primes
Les vingt prix sont attribués suivant le barème de l'UCI,. Le total général des prix distribués est de 6 010 €.
| Position | 1er     | 2e      | 3e    | 4e    | 5e    | 6e    | 7e    | 8e    | 9e    | 10e à 20e |
| Prix     | 2 425 € | 1 210 € | 607 € | 305 € | 240 € | 180 € | 180 € | 118 € | 118 € | 57 €      |

## Classements

### Classement général
|    | Coureur            | Pays     | Équipe                                    |    | Temps           |
| -- | ------------------ | -------- | ----------------------------------------- | -- | --------------- |
| 1  | Łukasz Wiśniowski  | Pologne  | Etixx                                     | en | 4 h 02 min 17 s |
| 2  | Gaëtan Bille       | Belgique | Verandas Willems                          | +  | 3 s             |
| 3  | Boris Dron         | Belgique | Wallonie-Bruxelles                        |    | 8 s             |
| 4  | Matthias Allegaert | Belgique | BCV Works-Soenens                         |    | 44 s            |
| 5  | Daan Myngheer      | Belgique | EFC-Omega Pharma-Quick Step               |    | 44 s            |
| 6  | Tom Dernies        | Belgique | Wallonie-Bruxelles                        |    | 44 s            |
| 7  | Sander Cordeel     | Belgique | Vastgoedservice-Golden Palace Continental |    | 44 s            |
| 8  | Jimmy Turgis       | France   | Roubaix Lille Métropole                   |    | 44 s            |
| 9  | Zico Waeytens      | Belgique | Topsport Vlaanderen-Baloise               |    | 44 s            |
| 10 | Gerry Druyts       | Belgique | 3M                                        |    | 44 s            |

### Classement de la Topcompétition après la première manche

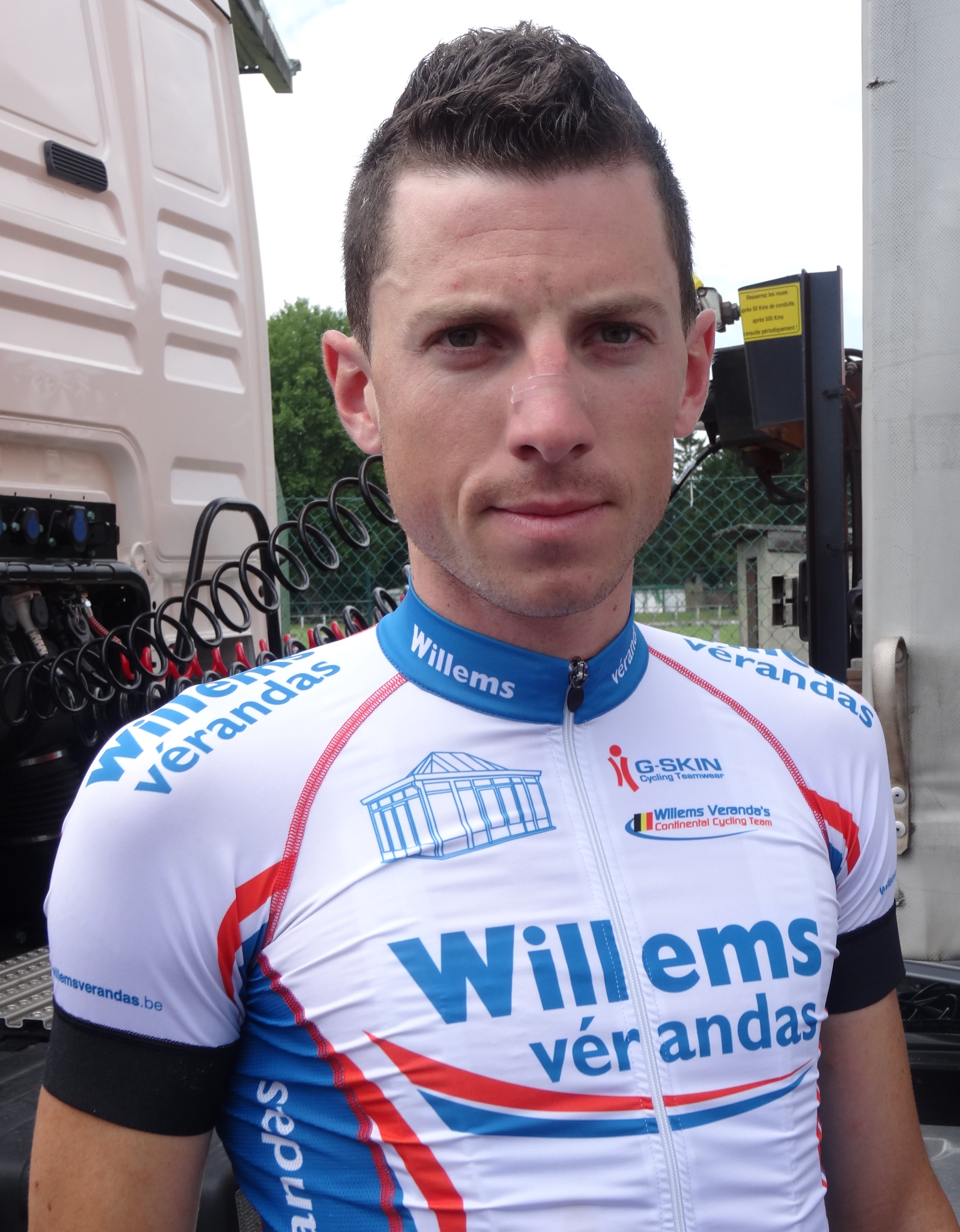
Gaëtan Bille, ici photographié lors du Mémorial Philippe Van Coningsloo 2014, est le premier leader de la Topcompétition 2014.

Le classement inter-équipes à l'issue de la Course des chats 2014 fait état de 30 points pour Wallonie-Bruxelles, 28 points pour EFC-Omega Pharma-Quick Step, 26 points pour 3M, 24 points pour Verandas Willems, 22 points pour Cibel, ?? points pour Lotto-Belisol U23, 19 points pour BCV Works-Soenens, 18 points pour Color Code-Biowanze, 17 points pour VL Technics-Abutriek, seize points pour Ottignies-Perwez, quinze points pour Josan-To Win, quatorze points pour Prorace, treize points pour Van Der Vurst Development, douze points pour Baguet-MIBA Poorten-Indulek, onze points pour Veranclassic-Doltcini, dix points pour T.Palm-Pôle Continental Wallon. Vastgoedservice-Golden Palace Continental, Asfra Racing Oudenaarde et Bianchi-Lotto-Nieuwe Hoop Tielen n'ont aucun point.
Tim Vanspeybroeck (3M), leader de la Topcompétition à partir de la troisième manche, arrive en onzième position avec quinze points.
| Top ten de la Top Compétition après une manche | Top ten de la Top Compétition après une manche | Top ten de la Top Compétition après une manche | Top ten de la Top Compétition après une manche | Top ten de la Top Compétition après une manche |
| ---------------------------------------------- | ---------------------------------------------- | ---------------------------------------------- | ---------------------------------------------- | ---------------------------------------------- |
|                                                | Coureur                                        | Pays                                           | Équipe                                         | Point(s)                                       |
| 1er                                            | Gaëtan Bille                                   | Belgique                                       | Verandas Willems                               | 30 points                                      |
| 2e                                             | Boris Dron                                     | Belgique                                       | Wallonie-Bruxelles                             | 28 pts                                         |
| 3e                                             | Matthias Allegaert                             | Belgique                                       | BCV Works-Soenens                              | 26 pts                                         |
| 4e                                             | Daan Myngheer                                  | Belgique                                       | EFC-Omega Pharma-Quick Step                    | 24 pts                                         |
| 5e                                             | Tom Dernies                                    | Belgique                                       | Wallonie-Bruxelles                             | 22 pts                                         |
| 6e                                             | Gerry Druyts                                   | Belgique                                       | 3M                                             | 20 pts                                         |
| 7e                                             | Kenneth Van Rooy                               | Belgique                                       | Lotto-Belisol U23                              | 19 pts                                         |
| 8e                                             | Bjorn De Decker                                | Belgique                                       | Cibel                                          | 18 pts                                         |
| 9e                                             | Oliver Naesen                                  | Belgique                                       | Cibel                                          | 17 pts                                         |
| 10e                                            | Ludwig De Winter                               | Belgique                                       | Color Code-Biowanze                            | 16 pts                                         |
| modifier                                       |                                                |                                                |                                                |                                                |

### UCI Europe Tour
Cette Course des chats attribue des points pour l'UCI Europe Tour 2014, par équipes seulement aux coureurs des équipes continentales professionnelles et continentales, individuellement à tous les coureurs des équipes précitées.
| Position           | 1er | 2e | 3e | 4e | 5e | 6e | 7e | 8e |
| Classement général | 40  | 30 | 25 | 20 | 15 | 10 | 5  | 3  |

## Liste des participants
- Liste de départ complète